# Botrydium
Botrydium är ett algsläkte tillhörande gruppen heterokonterna och gulgrönalgerna. Algen är encellig och försedd med en päronformad, 2 millimeter hög kropp, försedd med rottrådar, flera kromatoforer och cellkärnor.
Fortplantningen sker med svärmsporer med en cilie. Botrydium förekommer på fuktig lerjord.